# Taphrina alni

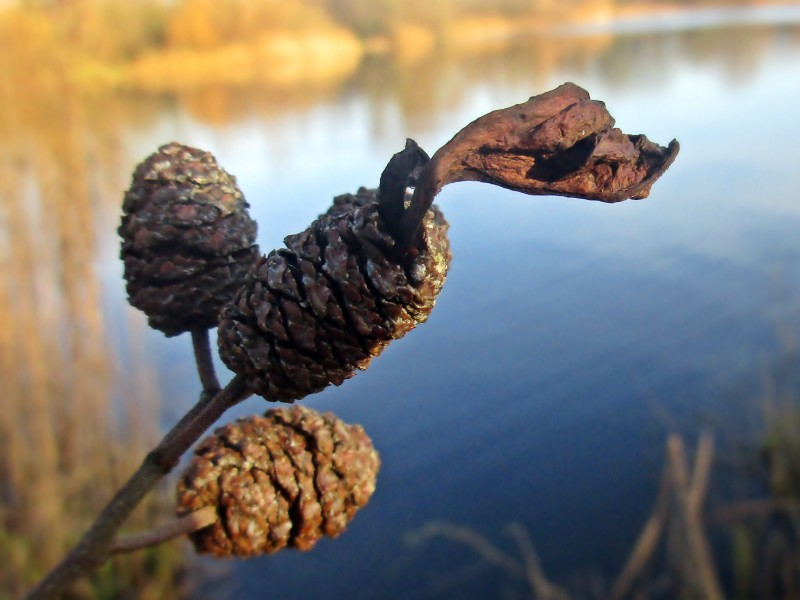
Dojrzały owoc z naroślem

Taphrina alni (Berk. & Broome) Gjaerum – gatunek grzybów z klasy szpetczaków (Taphrinomycetes). Grzyb mikroskopijny, pasożyt olchy.

## Systematyka i nazewnictwo
Pozycja w klasyfikacji według Index Fungorum: Taphrina, Taphrinaceae, Taphrinales, Taphrinomycetidae, Taphrinomycetes, Taphrinomycotina, Ascomycota, Fungi.
Po raz pierwszy opisali go w 1876 r. Miles Joseph Berkeley i Christopher Edmund Broome nadając mu nazwę Ascomyces alni. Obecną, uznaną przez Index Fungorum nazwę nadał mu w 1966 r. Halvor A. Gjaerum.
Ma 11 synonimów.

## Morfologia i objawy porażenia
Strzępki cienkie, długie i podzielone warstwowymi przegrodami. Grzybnia rozwija się w naczyniach i przestrzeniach między komórkami miąższu żywiciela W obszarze między naskórkiem a komórkami naskórek i komórki grzybni ulegają silnemu pogrubieniu i rozpadowi tworząc bezkształtne i grubościenne komórki workotwórcze. W miarę dalszego rozwoju komórki grzyba powiększają się i tworzą worki. Są one jednokomórkowe, u góry zaokrąglone, u podstawy poszerzone, przymocowane do komórek gospodarza przez resztę zewnętrznej warstwy komórek workotwórczych. Worki są 8-zarodnikowe i mają wymiary 32-63 × 9 -20 µm, najczęściej 40-48 × 13-16 µm. Powstają w nich owalne lub kuliste askospory o wymiarach 5 × 16-18. Jeszcze wewnątrz worka pączkują, tworząc jajowate blastospory o wymiarach 2-4 × 3-3,5 µm.
Taphrina alni powoduje powstawanie na żeńskich kotkach podobnych do języka narośli. W stosunku do wielkości kotki są one zazwyczaj duże, o językowatym kształcie i długości do 1,5 cm, lub rurkowate o długości 5–6 cm. Zainfekowane łuski kotki są powiększone i pogrubione. Narośle początkowo jest zielone, potem czerwone, wewnątrz puste. Później staje się nabrzmiałe, o białawej powierzchni pokrytej workami grzyba. Zainfekowane owoce i narośle w końcu brązowieją, usychają i pozostają na roślinie w okresie zimowym.
Wytworzone w workach zarodniki są roznoszone przez wiatr i infekują nowe drzewa lub nowe pędy na tym samym drzewie. Zwykle jednak choroba nie wyrządza drzewu większej szkody. W języku angielskim ma ona nazwę catkin deformation of alder lub catkin disease of alder, w języku polskim nie nadano jej nazwy, natomiast pokrewny gatunek Taphrina tosquinetii u olszy czarnej wywołuje chorobę o nazwie zewnętrzniak olszy czarnej.

## Występowanie
Znane jest występowanie Taphrina alni w Ameryce Północnej (USA i Kanada), Europie i w Japonii. W Norwegii występuje na wysokości do 650 m n.p.m., w Słowacji do 1000 m. Jest monofagiem występującym głównie na olszy szarej (Alnus incana). W piśmiennictwie naukowym na terenie Polski do 2008 r. podano kilkanaście stanowisk, w tym także na olszy czarnej (Alnus glutinosa).